# 舊萊姆 (康乃狄克州)
舊萊姆（英語：Old Lyme）是一個位於美國康乃狄克州新倫敦縣的城鎮。

## 地理
舊萊姆的座標為41°19′00″N 72°28′00″W / 41.31667°N 72.46667°W，而該地的平均海拔高度為6米（即20英尺）。

## 人口
根據2010年美國人口普查的數據，舊萊姆的面積為74.60平方千米，當中陸地面積為59.80平方千米，而水域面積為14.80平方千米。當地共有人口7603人，而人口密度為每平方千米101.92人。